# Lítium-citrát
A lítium-citrát (Li3C6H5O7) kémiai vegyület, a lítium citromsavval alkotott sója (citrátja). Használják hangulat stabilizálásra, valamint a mániás állapotok és bipoláris zavarok pszichológiai kezelésére (lítiumterápia).
A lítiumtartalmú ásványvizek különböző lítiumsókat, köztük citrátot is tartalmaznak. A Coca-Cola egyik korábbi változata, melyet gyógyszertárakban Lithia Coke néven lehetett kapni, Coca-Cola szörp és lítiumtartalmú ásványvíz keveréke volt. 1929-es megalkotásakor a 7Up üdítőital eredeti neve „Bib-Label Lithiated Lemon-Lime Soda” volt, mivel lítium-citrátot tartalmazott. Az italt másnaposság elleni szerként forgalmazták. 1948-ban a lítium-citrátot kivették a 7Up receptjéből.
A lítium-citrátot Litarex és Demalit néven forgalmazzák. Magyarországon gyógyszerként nincs törzskönyvezve.

## Fordítás
Ez a szócikk részben vagy egészben  a   Lithium citrate című angol Wikipédia-szócikk ezen változatának fordításán alapul.  Az eredeti cikk szerkesztőit annak laptörténete sorolja fel. Ez a jelzés csupán a megfogalmazás eredetét és a szerzői jogokat jelzi, nem szolgál a cikkben szereplő információk forrásmegjelöléseként.